# بيدرو روما
بيدرو روما (13 أغسطس 1970 ببومبال في البرتغال - ) هو لاعب كرة قدم برتغالي في مركز حراسة المرمى. شارك مع منتخب البرتغال تحت 21 سنة لكرة القدم. أما مع النوادي، فقد لعب مع سبورتينغ براغا ونادي أكاديميكا كويمبرا ونادي بنفيكا ونادي جل فيسنتي ونافال ونادي فاماليساو.